# Cyrille Ndayirukiye
Cyrille Ndayirukiye, né le 8 juillet 1954 à Kiganda (Ruanda-Urundi) et mort le 25 avril 2021 à Gitega (Burundi), est un général d'armée burundais, ministre de la Défense nationale (en) de 2000 à 2002. 
Étant l'un des principaux militaires impliqués dans la tentative de coup d'État de 2015 au Burundi, il fut en conséquence condamné à l'emprisonnement à perpétuité en janvier 2016.